# Secunda (Südafrika)
Secunda ist eine Stadt in der südafrikanischen Provinz Mpumalanga. Sie liegt in der Gemeinde Govan Mbeki im Distrikt Gert Sibande, dessen Verwaltungssitz sie ist.

## Geographie
Secunda hat 40.198 Einwohner (Volkszählung 2011). Der Ort liegt 1620 Meter über dem Meeresspiegel im weitgehend flachen Highveld. Südwestlich der Stadt befindet sich das Township eMbalenhle mit 118.889 Einwohnern (2011) südlich der Stadt umfangreiche Industrieanlagen des Unternehmens Sasol. Secunda ist von Steinkohlebergwerken umgeben und liegt rund 120 Kilometer östlich von Johannesburg.

## Geschichte
Secunda wurde infolge der weltweiten Ölkrise 1973 gegründet. Neben der Kohleverflüssigungsanlage in Sasolburg sollte es eine zweite südafrikanische Anlage dieser Art geben, Sasol Two. Darauf bezog sich auch der Name der Stadt, „die zweite“ auf Latein. Im Bereich rund um Secunda lagen bereits fünf Kohlebergwerke mit der – zusammengerechnet – höchsten Förderung in Südafrika. Außerdem zeichnet sich der Ort durch eine gute Wasserversorgung durch den südlich gelegenen Grootdrai Dam bei Standerton aus. Die nahegelegenen Orte Evander (im Westen) und Trichardt (im Osten) schieden für eine Erweiterung aus, so dass beschlossen wurde, eine neue Stadt zu errichten. Nach Sasol Two (1980) wurde Sasol Three 1982 errichtet (später Sasol CTL), die größte Kohleverflüssigungsanlage der Welt. Die Stadt Secunda entstand ab 1976 eigens für die Sasol-Arbeitnehmer auf dem Gelände der Farm Goede Hoep („Gute Hoffnung“). 1977 wurden eine Bücherei und eine provisorische Gesundheitsstation eröffnet. 1985 erhielt Secunda Stadtrechte. Im Folgejahr wurden ein Stadion und ein Theater eingeweiht; 1987 erhielt Secunda eine erweiterte Bücherei.
Die Wohngebäude wurden in verkehrsberuhigten Wohnvierteln angelegt, die unter anderem durch Grünstreifen mit den Hauptstraßen verbunden sind.
Während der Zeit der Apartheid waren die Industrieanlagen Secundas das Ziel eines Bombenanschlags des bewaffneten Arms des African National Congress, Umkhonto we Sizwe (MK). In der Nacht vom 31. Mai zum 1. Juni 1980 drangen zwei Männer auf das Gelände vor und legten acht Bomben an Treibstofftanks, durch deren Explosion erheblicher Sachschaden entstand. In derselben Nacht war die Anlage in Sasolburg Ziel eines MK-Anschlags. Die Wahrheits- und Versöhnungskommission (TRC) befasste sich Mitte der 1990er Jahre mit den Anschlägen. 2000 wurden die beiden Bombenleger von der TRC amnestiert. Der 2006 veröffentlichte Spielfilm Catch a Fire handelt von dem Anschlag in Secunda und seinen Folgen.

## Wirtschaft und Verkehr
Sasol Two und Sasol CTL gehören zur Sasol-Tochterfirma Sasol Synfuels. Es werden flüssige Brenn- und Treibstoffe sowie eine Vielzahl weiterer Chemikalien produziert. Die Kraftwerke Matla und Kriel zählen zu den größten Kohlekraftwerken des Landes. 
Die Nationalstraße N17 verläuft nördlich von Secunda in Ost-West-Richtung. Der Secunda Airport ist ein Flugplatz mit dem IATA-Code ZEC und dem ICAO-Code FASC. Er liegt zwischen der Stadt und dem Industriegebiet und wird nicht im Linienverkehr angeflogen. Die Bahnstrecke, die aus Richtung Johannesburg nach Bethal führt, verläuft wenige Kilometer östlich von Secunda. Vom Bahnhof Trichardt aus verläuft eine Anschlussstrecke in das Industriegebiet.

## Sehenswürdigkeiten
Secunda wird durch den 301 Meter hohen Schornstein von Sasol CTL bestimmt, der das höchste Bauwerk Südafrikas ist und zu den höchsten freistehenden baulichen Anlagen der Südhalbkugel gehört. Ferner ist das Industriegebiet durch zahlreiche hohe Kühltürme geprägt. Das Graceland ist ein palastartiges Hotel in Secunda, dem unter anderem ein Kasino und ein Golfplatz angeschlossen sind.

## Söhne und Töchter der Stadt
- May Mahlangu (* 1989), südafrikanischer Fußballspieler